# Пело Пеловски
Пело Иванов Пеловски (Алекси, Христов) е български политик от БКП. Участник е в комунистическото Съпротивително движение по време на Втората световна война. Партизанин от Партизански отряд „Васил Левски“ – Плевен. Командир на Единадесета Плевенска въстаническа оперативна зона на НОВА.

## Биография

### Произход, образование и младежки години
Пело Пеловски е роден на 26 септември 1903 г. в с. Махалата, Плевенско. Член е на БКМС от 1919 г. и БРП (к.) от 1923 г. Командир е на отряд в Юнското (1923) и Септемврийското въстание (1923). След поражението емигрира първоначално в Югославия, а после и в СССР. През 1929 г. се завръща тайно в България, но е арестуван и осъден на 12,5-годишен затвор. През 1939 г. е амнистиран, а две години по-късно излиза в нелегалност.

#### Съпротивително движение
Участва в комунистическото съпротивително движение по време на Втората световна война. От 1942 г. е секретар на ОК на БРП (к.) в Плевен. Партизанин е в Партизански отряд „Васил Левски“ – Плевен и командир на Единадесета Плевенска въстаническа оперативна зона на НОВА.

### Професионална кариера
След 9 септември 1944 г. е секретар на Областното ръководство на БРП (к.) (1944 – 1948) и посланик на България в Югославия (1948 – 1949). Член е на ЦК на БКП от 27 декември 1948 до 25 юли 1957 г. Работи в стопанския отдел при ЦК на БКП между 1949 – 1950 г. Заедно с Пеко Таков става инициатор на предизвикалото особено недоволство облагане от 1950 година с наряд за мляко на яловите крави и воловете. От 20 януари 1950 до 1 февруари 1957 г. е министър на вътрешната търговия и секретар на ЦК на БКП от 18 юли 1949 до 4 март 1954 г.